# 松川佑依子
松川 佑依子（まつかわ ゆいこ、1990年5月6日 - ）は、日本の元タレント・元グラビアアイドル。
茨城県日立市出身。株式会社コペルに所属していた。

## 略歴・人物
成城大学法学部卒業。
大学在学中からモデルとして活動。平日は金融会社でOLをしており、土日に芸能活動を行っている。グラビア活動もしていたが、2015年11月30日発売の『週刊プレイボーイ』を最後にグラビアから、また、2016年3月31日付けでタレントも引退するとブログで発表した。理由として「酷い事をされて実家で引きこもってたが仕事はこなさなきゃならず、出来るところまでやって当分は休憩」。
趣味は読書。特技は、琴、バレエ、茶道、生け花。いとこの兄が1人いる。

## 出演

### テレビ
- サンデー・ジャポン（TBS） - 不定期出演
- 有吉ジャポン（TBS） - 不定期出演
- テラスハウス（フジテレビ）
- 全力坂（テレビ朝日）
- ウェルカムTV（テレビ東京）
- 一夜づけ（テレビ東京、毎週月曜～日曜深夜、2015年3月29日 - ） - アシスタントMCとしてレギュラー出演

### ラジオ
- ゆいんち（ベイエフエム、毎週火曜深夜、2015年10月6日 - 2016年3月28日）この番組の終了を以てタレント廃業

### 映画
- テラスハウス クロージング・ドア（2015年2月14日公開、前田真人監督）
- テラスハウス クロージング・ドア 禁断の副音声版（2015年5月16日公開、前田真人監督）

### 雑誌
- ヤングアニマル（白泉社）表紙巻頭グラビア
- smart（宝島社）
- Samurai ELO（三栄書房）
- ヤングチャンピオン（秋田書店）
- ヤングガンガン（スクウェア・エニックス）
- カススク125（造形社）
- 週刊実話（日本ジャーナル出版）
- 週刊プレイボーイ（集英社）
- ヤングキング（少年画報社）
- 週刊SPA!（扶桑社）グラビア
- FLASH（光文社）インタビュー
- B.L.T.（東京ニュース通信社）
- 週刊プレイボーイ（集英社）合併号グラビア
- 週刊SPA！ ～みうらじゅん×リリーフランキーのグラビアン魂～（扶桑社）

### WEB
- 日本ツインテール協会サイト内の「恋暦ツインテール水着編」と「キャンパスツインテール」

### 広告
- オンラインポーカー『PokerStars 』ブランドアンバサダー（2015年2月 - ）
- 『キンチョー』新聞広告　2012年朝日広告賞最高賞受賞[7]
- 小林製薬『エディケア』新聞広告

### DVD
- イメージDVD『OLさんの有給休暇』 （リバプール）

## 書籍
- 手ブラdeビジネス 株入門（東京ニュース通信社）
- TERRACE HOUSE PREMIUM テラスハウス プレミアム（太田出版）
- 松川佑依子×究色 美脚コーディネートブック

### 写真集
- YUIKO（宝島社、2015年7月31日）[8]

### 連載
- 東京スポーツ 月1紙面連載（株関連）（2015年1月 - ）